# Giovanni Folcarelli
Giovanni Folcarelli (* 30. Mai 1926 in Providence, Rhode Island; † 26. Mai 1982 in Scituate, Providence County, Rhode Island) war ein US-amerikanischer Politiker. Zwischen 1965 und 1967 war er Vizegouverneur des Bundesstaates Rhode Island.
Über Giovanni Folcarelli gibt es so gut wie keine verwertbaren Quellen. Sicher ist, dass er zumindest zeitweise in Scituate im Providence County lebte und Mitglied der Demokratischen Partei war. Im Juli 1960 nahm er als Delegierter an der Democratic National Convention in Los Angeles teil, auf der John F. Kennedy als Präsidentschaftskandidat nominiert wurde. Vier Jahre später war er Ersatzdelegierter zum nächsten Nominierungsparteitag, als Präsident Lyndon B. Johnson nominiert wurde.
1964 wurde Folcarelli an der Seite von John Chafee zum Vizegouverneur von Rhode Island gewählt. Dieses Amt bekleidete er zwischen 1965 und 1967. Dabei war er Stellvertreter des Gouverneurs und Vorsitzender des Staatssenats. Nach seiner Zeit als Vizegouverneur verliert sich seine Spur wieder.